# Gevangentoren (Megen)
De Gevangenpoort is een poorttoren van de Nederlandse plaats Megen gebouwd in de 14e eeuw. De toren maakte deel uit van de ommuring van Megen, waarvan de toren het enige overblijfsel van is, en diende als onderdeel van een toegangspoort en gevangenis. Aan de overzijde van de straat stond ook een toren die tezamen de oostelijke toegang van Megen markeerde. De toegangsweg uit Dieden en Deursen leidde langs de toren. Megen kende naast deze toegangspoort nog drie andere toegangspoorten. De toren is vierkant opgezet en bevat een zadeldak, met aan twee zijkanten een trapgevel. Er zijn schietgaten aanwezig en sporen van een mezekouw.